# Trophoniphila bradyi
Trophoniphila bradyi – gatunek widłonoga z rodziny Bradophilidae; jedyny przedstawiciel rodzaju Trophoniphila. Gatunek i rodzaj opisał w 1885 roku szkocki lekarz i zoolog William M’Intosh.